# Onychomyrmex hedleyi
Onychomyrmex hedleyi este o specie de furnică din genul Onychomyrmex care este endemică pentru Australia. Descrisă de Emery în 1895, furnica este cunoscută ca având comportamente similare cu furnicile militare.